# Напівсвітло
«Напівсвітло» («Half Light») — британський трилер 2006 року, знятий режисером Крейгом Розенбергом, з Демі Мур у головній ролі.

## Сюжет
Рейчел Карлсон — успішна письменниця фантастичних романів. Після того, як її син Томас потонув, вона не переставала звинувачувати себе в його смерті. Навіть через 8 місяців після події, Рейчел пригнічена і їй постійно ввижається Томас. Її чоловік Браян, редактор і письменник-початківець, намагається її втішити, але марно, а її найкраща подруга Шерон пропонує Рейчел переїхати в будиночок на узбережжі моря в невеликому селі Інгоніш Коув (англ. Ingonish Cove). Письменниця вирішує прислухатися до поради подруги.
Рейчел намагається адаптуватися до життя в новій місцевості, вона заводить дружбу з місцевими жителями, яких виявляється не так багато. Вона також знайомиться з Ангусом Маккалахом, доглядачем маяка. Він давно вже живе зовсім один, на маяку, далеко від села. Рейчел і Ангус проводять багато часу разом, і письменниця закохується в нього.
Одного дня в селі трапляється знаменна подія — День народження Мері Мюррей, однієї з мешканок. Рейчел запрошує Ангуса піти на торжество, і він погоджується. Письменниця приходить на свято, але не виявляє свого друга і заходить у бар, щоб дізнатися, чи не з'являвся він у селі. Фінлі, чоловік Мері, розповідає Рейчел дивну історію: Маккалох помер і похований 7 років тому. Того дня Ангус повернувся додому раніше, ніж зазвичай, і застав Кейт, свою дружину, в обіймах Гордона Маклауда, місцевого рибалки. Їхній зв'язок був давнім, і тільки Ангус нічого про це не знав; він обожнював Кейт. Коли він побачив її з Гордоном, він розлютився і між ними зав'язалася бійка. Кейт кинулася розбороняти тих, хто бився, але невдало впала і вдарилася головою об плиту. У бійці Ангус убив Гордона, а після його смерті пішов на балкон і кинувся вниз. Кейт померла не відразу. Перед смертю вона просила вибачення в Ангуса і говорила, що він ні в чому не винен.
Рейчел не може повірити в це і шукає докази існування Ангуса, але марно: ні сувенірів, які він дарував їй, ні фотографій, де вони разом, вона не виявляє. Письменниця телефонує Шерон, яка незабаром приїжджає. Разом вони вирушають на маяк. Рейчел бачить Ангуса, але Шерон його не помічає: вона нібито дивиться крізь нього. Ангус, нічого не кажучи, хапає ніж і вбиває Шерон. Рейчел біжить у село, щоб розповісти про те, що трапилося. З нею на маяк приходить Фінлі, але ні трупа Шерон, ні слідів крові вони там не виявляють і Фінлі думає, що Рейчел божевільна, і йде додому.
Тим часом Шерон у барі розмовляє з Ангусом, і в діалозі розкривається план, який хотіли здійснити Браян, Шерон і Патрік (саме так звуть «Ангуса»): Рейчел обдурюватимуть так доти, доки в селі її не вважатимуть божевільною, потім Браян і Шерон втоплять її, зобразивши тим самим самогубство, якому в селі не здивуються; Патрік же мав виїхати з села, а потім отримати частину грошей, що дістануться у спадок Браяну. Однак Патрік не поїхав: в останній момент він згадав про почуття до Рейчел і не сів на поїзд.
Пізніше Браян і Шерон починають здійснювати свій план. Вони хапають Рейчел, зв'язують її і кидають у море, а самі йдуть на маяк. Рейчел вдається звільнитися від ланцюгів, і вона вибирається на берег, бере з човна Браяна сигнальний пістолет і йде до маяка, де нападає на свого чоловіка. Письменниця вдаряє Брайана по голові, але її тут же хапає Шерон і в пориві бійки Рейчел кидає її так сильно, що «найкраща подруга» вдаряється об стіну головою і вмирає. Браян женеться за дружиною, але на його шляху встає «Ангус», який його вбиває. Патрік піднімається на балкон, востаннє дивиться на Рейчел і кидається вниз.
На суді Рейчел виправдовують. Після всіх подій вона приїжджає додому, щоб почати нове життя.

## У ролях
- Демі Мур — Рейчел Карлсон
- Генрі Єн К'юсик — Браян
- Бінс Ель-Балаві — Томас Карлсон
- Кейт Ісітт — Шерон Вінтон
- Ніколас Глівз — Роберт Фрідман, лікар
- Джеймс Космо — Фінлі Мюррей
- Джоанна Гоул — Мері Мюррей
- Тереза Бредлі — Мораг Макферсон
- Ганс Метісон — Ангус, доглядач маяка
- Нікола Бі — Кейт
- Джеймі Едгелл — Гордон

## Знімальна група
- Режисер — Крейг Розенберг
- Сценарист — Крейг Розенберг
- Оператор — Ешлі Роу
- Композитор — Бретт Розенберг
- Художник — Дон Тейлор
- Продюсери — Гарт Х. Драбінскі, Саймон Френкс, Андреас Грош, Зігі Камаса, Джоел Бі Майклс, Браян Олівер, Клів Парсонс, Стів Семюелс, Гай Таннагілл